# Pseudoagnara abdalkurii
Pseudoagnara abdalkurii är en kräftdjursart som beskrevs av Stefano Taiti och Franco Ferrara 2004. Pseudoagnara abdalkurii ingår i släktet Pseudoagnara och familjen Agnaridae. Inga underarter finns listade i Catalogue of Life.